# James Hanson
James Hanson (ur. 15 września 1988 w Brisbane) – australijski rugbysta grający na pozycji młynarza, triumfator Super Rugby w sezonie 2011, reprezentant kraju, mistrz świata U-19 z 2006 roku.

## Kariera klubowa
Uczęszczał do St Joseph's College, Gregory Terrace. Na poziomie klubowym związany był z UQ Rugby Football Club, z którym zwyciężał w rozgrywkach Queensland Premier Rugby w latach 2010, 2012 i 2014. W 2007 roku został przydzielony do drużyny Melbourne Rebels, z którą doszedł do finału jedynego sezonu rozgrywek Australian Rugby Championship, a indywidualnie zdobył wyróżnienie dla robiącego największe postępy zawodnika. W 2009 roku rozegrał siedem spotkań dla North Harbour w Air New Zealand Cup 2009.
Pod koniec 2006 roku został przyjęty do Akademii Reds i spędził w niej dwa lata, w 2008 roku wziął też udział w szkoleniowym tournée do Europy. W seniorskim składzie Reds znajdował się od roku 2009, a choć w pierwszym sezonie nie zaliczył żadnego występu, debiut będący jedynym występem w sezonie zaliczył rok później. W kolejnych latach był stałym punktem zespołu rzadko opuszczającym spotkania, a jego najgroźniejszym rywalem do roli młynarza był Saia Faingaʻa. Największym sukcesem zespołu było zwycięstwo w Super Rugby w sezonie 2011. W 2013 roku zaliczył pięćdziesiąty występ w stanowych barwach, tydzień później zagrał przeciw British and Irish Lions, a w meczu tym doznał kontuzji karku, która zakończyła się ośmiomiesięczną rehabilitacją.
W inauguracyjnej edycji National Rugby Championship został przydzielony do zespołu Brisbane City, z uwagi na obowiązki w kadrze zagrał tylko w jednym spotkaniu.
W maju 2015 roku ogłosił, że dwa kolejne sezony spędzi w Melbourne Rebels.

## Kariera reprezentacyjna
Był stypendystą stanowego i ogólnokrajowego programu National Talent Squad oraz Australian Institute of Sport. W stanowych barwach wystąpił w mistrzostwach kraju U-16 w 2004 roku wraz z Quade’em Cooperem, Brettem Gillespie, Willem Genią i Davidem Pocockiem zajmując trzecią lokatę. Rok później zdobył drugie miejsce w kategorii U-18. W 2006 roku występował natomiast w zespole U-19.
Pociągnęło to za sobą powołania do narodowych reprezentacji juniorskich. W ramach kadry Australian Schoolboys wystąpił w pięciu z sześciu testmeczów rozegranych w roku 2005. W 2006 roku znalazł się w reprezentacji U-19, która zwyciężyła w rozegranych w Dubaju mistrzostwach świata w tej kategorii wiekowej. Zagrał wówczas w trzech spotkaniach zdobywając trzy przyłożenia. Na tym turnieju znalazł się również rok później i wystąpił w podstawowym składzie we wszystkich pięciu spotkaniach zdobywając jedno przyłożenie. Australijczykom nie udało się jednak obronić tytułu, zdobyli natomiast brązowe medale. W 2008 roku został powołany przez selekcjonera reprezentacji U-20 Briana Melrose na inauguracyjne mistrzostwa świata juniorów. Na tych zawodach wystąpił we wszystkich pięciu spotkaniach, a Australijczycy zajęli ostatecznie miejsce piąte.
Pierwsze powołanie do seniorskiej kadry otrzymał w 2011 roku. Jedyny raz w meczowym składzie znalazł się w otwierającym sezon spotkaniu z Samoa, ostatecznie jednak nie pojawił się na boisku. Wystąpił natomiast w meczu Australian Barbarians przeciwko Kanadzie. Kolejną szansę otrzymał rok później, gdy rękę złamał Saia Faingaʻa, zadebiutował zatem z ławki rezerwowych w meczu przeciwko All Blacks. Był to jego jedyny występ w tym roku, mimo iż wyjechał następnie z kadrą na tournée do Europy, był tam jednak trzecim młynarzem, za Tatafu Polota-Nau i Stephenem Moore'em. Został wymieniony w szerokiej kadrze przygotowującej się do sezonu 2013, nie znalazł się jednak w wąskim składzie na testmecze z British and Irish Lions. Z tym przeciwnikiem zagrał w barwach Reds, a kontuzja odniesiona w tym spotkaniu wyeliminowała go do końca sezonu z walki o miejsce w składzie Wallabies. Nie był także uwzględniony w kadrze na testmecze w czerwcu 2014 roku, będąc uważany za czwartego młynarza w kraju. Drogę do występów utorowały mu jednak kontuzje zawodników wyżej cenionych przez selekcjonerów. Po czterech spotkaniach The Rugby Championship 2014, przeciw Springboks zaliczając pierwszy występ w wyjściowej piętnastce, wziął także udział we wszystkich meczach kończącej sezon wyprawy do Europy.

## Varia
- Z Wallabies związani byli również jego wuj Tony Parker i kuzyn Brendan Cannon[87][88].
- Studiował na University of Queensland[16], otrzymywał także wyróżnienia sportowe[89].